# Stará Kremnička
Stará Kremnička – wieś (obec) na Słowacji położona w kraju bańskobystrzyckim, w powiecie Żar nad Hronem. Pierwsze wzmianki o miejscowości pochodzą z roku 1442. 
Według danych z dnia 31 grudnia 2012, wieś zamieszkiwało 1095 osób, w tym 546 kobiet i 549 mężczyzn.
W 2001 roku rozkład populacji względem narodowości i przynależności etnicznej wyglądał następująco:
- Słowacy – 92,31%
- Czesi – 0,49%
- Romowie – 6,23%
- Ukraińcy – 0,1%
- Węgrzy – 0,1%

Ze względu na wyznawaną religię struktura mieszkańców kształtowała się w 2001 roku następująco:
- Katolicy rzymscy – 87,34%
- Ewangelicy – 0,88%
- Ateiści – 7,21%
- Przedstawiciele innych wyznań – 0,19%
- Nie podano – 3,51%